# Fang Fang Kullander
Fang Fang Kullander (* als Fang Fang am 14. November 1962 in Beijing; † 19. Mai 2010 in Huddinge, Schweden) war eine chinesische Ichthyologin.

## Werdegang
Fang Fang wuchs als zweite Tochter eines Geologen mit zwei Schwestern in Beijing auf. 1980 begann sie ein Studium am Zhanjiang Fisheries College in Zhanjiang, Provinz Guangdong, das mittlerweile in der Guangdong Ocean University aufgegangen ist. Fang graduierte 1984 mit einer Arbeit über die Anatomie des Afrikanischen Raubwelses zum Bachelor. Anschließend wechselte sie an die Hebei-Universität und graduierte 1987 über die Entwicklung des Lenok (Brachymystax lenok) zum Master of Science. Von 1987 bis 1993 arbeitete sie als Assistentin und Dozentin für die Biologie der Wirbeltiere an der Chinesischen Akademie der Wissenschaften in Beijing. Im Oktober 1992 trat sie einen dreimonatigen Gastaufenthalt im Naturhistoriska riksmuseet in Stockholm an, der die wissenschaftliche Bearbeitung einer großen Sammlung von Süßwasserfischen aus Sri Lanka beinhaltete. Ihre Arbeit in Stockholm mündete schließlich in einem Doktorandenstudium an der Universität Stockholm, das sie 1993 begann. 1996 erhielt sie eine Vollzeitstelle an der Universität, die ihr die Arbeit an einer Revision der Gattung Danio ermöglichte. Ihre Dissertation aus dem Jahr 2001 behandelte die Phylogenie und den Artenreichtum dieser im Süden und Südosten Asiens beheimateten Gattung.
Im Anschluss an ihre Promotion arbeitete Fang von 2001 bis 2003 im Rahmen des von der Europäischen Union geförderten Projekts ECOCARP. Dessen Ziel war die Identifizierung und Erforschung von Karpfenartigen, die für die Aquakultur in China geeignet sind. 2003 wurde Fang als Kuratorin in das schwedische Team von FishBase aufgenommen, das am Naturhistoriska riksmuseet angesiedelt ist. Gemeinsam mit ihrem Ehemann, dem schwedischen Ichthyologen Sven O. Kullander, befasste sich Fang weiter mit der Systematik der Bärblinge. Fang verfasste alleine oder zusammen mit Kullander und anderen Ichthyologen eine Reihe von Erstbeschreibungen, fast ausschließlich Bärblinge verschiedener Gattungen.
Fang hatte aus erster Ehe einen Sohn (Tiantian Kullander), den sie 1994 nach Stockholm holte. Sie heiratete im Februar 1995 Sven O. Kullander, dabei behielt sie ihren Familiennamen als Zwischennamen bei. Ihre Veröffentlichungen erschienen überwiegend weiter unter dem Namen Fang Fang. Im April 1999 wurde Fangs zweiter Sohn geboren. Fang war ausgebildete Sängerin und Mitbegründerin des chinesischen Chors in Stockholm. Sie nahm am kulturellen Leben der chinesischen Gemeinde in Schweden regen Anteil und verfasste Kurzgeschichten in chinesischer Sprache. Im Juni 2009 wurde bei Fang ein Gallengangskarzinom diagnostiziert, das bereits metastasiert hatte. Sie starb im Mai 2010 in einem Hospiz bei Stockholm.

## Erstbeschreibungen
- Betadevario Pramod, Fang, Rema Devi, Liao, Indra, Jameela Beevi, Kullander, 2010[3]
  - Betadevario ramachandrani Pramod, Fang, Rema Devi, Liao, Indra, Jameela Beevi, Kullander, 2010
- Danio aesculapii Kullander, Fang, 2009[4]
- Danio kyathit Fang, 1998[5]
- Danio quagga Kullander, Liao, Fang, 2009[6]
- Danio roseus (Rosenbärbling) Fang, Kottelat, 2000[7]
- Danio tinwini Kullander, Fang, 2009[8]

- Devario acrostomus (Fang, Kottelat, 1999)[9]
- Devario apopyris (Fang, Kottelat, 1999)[9]
- Devario leptos (Fang, Kottelat, 1999)[9]
- Devario maetaengensis (Fang, 1997)[10]
- Devario xyrops Fang, Kullander, 2009[11]
- Distoechodon macrophthalmus Zhao, Fang, Kullander, Zhang, 2009[12]
- †Ecocarpia Chen, Fang, Chang, 2005[13]
  - †Ecocarpia ningmingensis Chen, Fang, Chang, 2005
- Garra flavatra Kullander, Fang, 2004[14]
- Garra nigricollis Kullander, Fang, 2004[14]
- Garra poecilura Kullander, Fang, 2004[14]
- Garra propulvinus Kullander, Fang, 2004[14]
- Garra rakhinica Kullander, Fang, 2004[14]
- Garra spilota Kullander, Fang, 2004[14]
- Garra vittatula Kullander, Fang, 2004[14]
- Kottelatia Liao, Kullander, Fang, 2010[15]
- Linichthys Zhang, Fang, 2005[16]
- Microdevario Fang, Norén, Liao, Kellersjö, Kullander, 2009[17]
- Pillaia kachinica Kullander, Britz, Fang, 2000[18]
- Puntius didi Kullander, Fang, 2005[19]
- Puntius tiantian Kullander, Fang, 2005[19]
- Rasbosoma Liao, Kullander, Fang, 2010[15]
- Trigonopoma Liao, Kullander, Fang, 2010[15]

## Dedikationsnamen
- Alburnoides fangfangae Bogutskaja, Zupančič, Naseka, 2010[20]
- Devario fangae Kullander, 2017[21]
- Devario fangfangae (Kottelat, 2000)[22]
- Fangfangia Britz, Kottelat, H. H. Tan, 2012[23]
  - Fangfangia spinicleithralis Britz, Kottelat, H. H. Tan, 2012

## Veröffentlichungen (Auswahl)
- Fang Fang: Morphological studies on early development of salmonid fish Brachymystax lenok. MSc. thesis, 1987 (unveröffentlicht).
- Fang Fang: Redescription of Danio kakhienensis, a poorly known cyprinid fish from the Irrawaddy basin. In: Ichthyological Exploration of Freshwaters 1997, Band 7, Nr. 4, S. 289–298, ISSN 0936-9902.
- Fang Fang: Danio maetaengensis, a new species of cyprinid fish from northern Thailand. In: Ichthyological Exploration of Freshwaters 1997, Band 8, Nr. 1, S. 41–48, ISSN 0936-9902.
- Fang Fang: Danio kyathit, a new species of cyprinid fish from Myitkyina, northern Myanmar. In: Ichthyological Exploration of Freshwaters 1998, Band 8, Nr. 3, S. 273–280, ISSN 0936-9902.
- Fang Fang und Maurice Kottelat: Danio species from northern Laos, with descriptions of three new species (Teleostei: Cyprinidae). In: Ichthyological Exploration of Freshwaters 1999, Band 10, Nr. 3, S. 281–295, ISSN 0936-9902.
- Fang Fang und Maurice Kottelat: Danio roseus, a new species from the Mekong basin in northeastern Thailand and northwestern Laos (Teleostei: Cyprinidae). In: Ichthyological Exploration of Freshwaters. 2000, Band 11, Nr. 2, S. 149–154, ISSN 0936-9902.
- Sven O. Kullander, Ralf Britz und Fang Fang: Pillaia kachinica, a new chaudhuriid fish from Myanmar, with observation on the genus Garo (Teleostei: Chaudhuriidae). In: Ichthyological Exploration of Freshwaters. 2000, Band 11, Nr. 4, S. 327–334, ISSN 0936-9902.
- Fang Fang Kullander: Phylogeny and species diversity of the South and Southeast Asian cyprinid genus Danio Hamilton (Teleostei, Cyprinidae). Ph.D. Dissertation, Stockholm University 2001.
- Sven O. Kullander und Fang Fang: Seven new species of Garra (Cyprinidae: Cyprininae) from the Rakhine Yoma, southern Myanmar. In: Ichthyological Exploration of Freshwaters 2004, Band 15, Nr. 3, S. 257–278, ISSN 0936-9902.
- Gengjiao Chen, Fang Fang und Mee-Mann Chang: A new cyprinid closely related to cultrins+xenocyprinins from the Mid-Tertiary of South China. In: Journal of Vertebrate Paleontology 2005, Band 25, Nr. 3, S. 492–501, doi:10.1671/0272-4634(2005)025[0492:ANCCRT]2.0.CO;2.
- Ee Zhang und Fang Fang: Linichthys: A new genus of Chinese cyprinid fishes (Teleostei: Cypriniformes). In: Copeia 2005, Nr. 1, S. 61–67, doi:10.1643/CI-03-256R2.
- Sven O. Kullander und Fang Fang: Two new species of Puntius from northern Myanmar (Teleostei: Cyprinidae). In: Copeia 2005, Nr. 2, S. 290–302, doi:10.1643/CI-04-138R1.
- Fang Fang Kullander et al.: Molecular phylogenetic interrelationships of the south Asian cyprinid genera Danio, Devario and Microrasbora (Teleostei, Cyprinidae, Danioninae). In: Zoologica Scripta 2009, Band 38, Nr. 3, S. 237–256, doi:10.1111/j.1463-6409.2008.00373.x.
- Sven O. Kullander und Fang Fang: Danio aesculapii, a new species of danio from south-western Myanmar (Teleostei: Cyprinidae). In: Zootaxa 2009, Band 2164, S. 41–48, Digitalisat.
- Fang Fang und Sven O. Kullander: Devario xyrops, a new species of danionine fish from south-western Myanmar (Teleostei: Cyprinidae). In: Zootaxa 2009, Band 2164, Nr. 33–40, Digitalisat.
- Yahui Zhao, Fang Kullander, Sven O. Kullander und Chunguang Zhang: A review of the genus Distoechodon (Teleostei: Cyprinidae), and description of a new species. In: David L. G. Noakes et al. (Hrsg.): Chinese Fishes. Developments in Environmental Biology of Fishes, vol. 28. Springer, Dordrecht 2009, S. 31–44, doi:10.1007/978-90-481-3458-8_6.
- Sven O. Kullander, Te-Yu Liao und Fang Fang: Danio quagga, a new species of striped danio from western Myanmar (Teleostei: Cyprinidae). In: Ichthyological Exploration of Freshwaters 2009, Band 20, Nr. 3, S. 193–199, ISSN 0936-9902.
- Sven O. Kullander und Fang Fang: Danio tinwini, a new species of spotted danio from northern Myanmar (Teleostei: Cyprinidae). In: Ichthyological Exploration of Freshwaters 2009, Band 20: Nr. 3, S. 223–228, Digitalisat.
- Liao Te-Yu, Sven O. Kullander und Fang Fang Kullander: Phylogenetic analysis of the genus Rasbora (Teleostei: Cyprinidae). In: Zoologica Scripta 2010, Band 39, Nr. 2, S. 155–176, doi:10.1111/j.1463-6409.2009.00409.x.
- P. K. Pramod et al.: Betadevario ramachandrani, a new danionine genus and species from the Western Ghats of India (Teleostei: Cyprinidae: Danioninae). In: Zootaxa 2010, Band 2519, S. 31–47, Digitalisat.

## Website
- Fang Fang Kullander 14 November 1962 – 19 May 2010, Website von Sven O. Kullander, mit Biografie, Bibliografie und zahlreichen Bildern (englisch)